# Liste der Kulturdenkmale in Dobenau

Lage des Stadtteils Dobenau in Plauen

In der Liste der Kulturdenkmale in Dobenau sind die Kulturdenkmale des Plauener Stadtteils Dobenau verzeichnet, die bis September 2024 vom Landesamt für Denkmalpflege Sachsen erfasst wurden (ohne archäologische Kulturdenkmale). Die Anmerkungen sind zu beachten.
Diese Aufzählung ist eine Teilmenge der Liste der Kulturdenkmale in Plauen.

## Dobenau
| Bild                                    | Bezeichnung | Lage                                    | Datierung                                                                                   | Beschreibung | ID       |
| --------------------------------------- | --- | --------------------------------------- | ------------------------------------------------------------------------------------------- | --- | -------- |
| Weitere Bilder                          | Lutherkirche mit Ausstattung (Einzeldenkmal der ID-Nr. 09245831) | Dobenaustraße 2 (Karte)                 | 1693–1722                                                                                   | Einzeldenkmal der Sachgesamtheit Lutherplatz mit Lutherkirche und Pfarrhaus; als Gottesackerkirche erbaute Zentralkirche von baukünstlerischer, baugeschichtlicher, stadtentwicklungsgeschichtlicher und städtebaulicher Bedeutung, Ausstattung u. a. bedeutender spätgotischer Flügelaltar. Der barocke Zentralbau (bis 1883 Bartholomäus-Kirche) über dreipassartigem Grundriss mit Westturm wurde 1693–1722 von Michael Fröber errichtet und gehört neben der Carlsfelder Kirche zu den ältesten seiner Art in Sachsen. Verputzter Bruchsteinbau mit Strebepfeilern, Rundbogenfenster, die 3/8-Konchen der Nord- und Südseite mit kleinen Korbbogenfenstern, die Fenster des 5/8-Chores spitzbogig. Fast alle Fenster gotisierendes Maßwerk. Der dreigeschossige Turm (nahezu quadratischer Grundriss, mit dem heutigen Hauptportal vom Ende des 19. Jahrhunderts) mit oktogonalem Aufsatz, Welscher Haube und Laterne, begleitet von polygonalen Treppentürmchen. Das ehemalige Hauptportal auf der Südseite mit Halbsäulen und bekrönendem Segmentbogen zeigt im Giebelfeld die Weiheinschrift von 1722. Der flach gedeckte, weite Innenraum durch zweigeschossige Emporen horizontal betont wirkend. Das bedeutendste unter vielen Ausstattungsstücken ist der vierflügelige Schnitzaltar von einem Erfurter Meister aus der Zeit um 1490, der sich bis 1721 in der Leipziger Thomaskirche befand, Relief der Grablegung Christi in dessen Predella um 1520. Orgel von Mende 1834, das Werk durch Jehmlich ersetzt 1926. | 09245818 |
|                                         | Mietshaus in geschlossener Bebauung | Dobenaustraße 3 (Karte)                 | 1892                                                                                        | Mit Laden, historisierende Fassade der Stadterweiterung, baugeschichtlich von Bedeutung. Viergeschossiger Putzbau, fünf Achsen, Erdgeschoss rustiziert, alle Geschosse durch kräftige Gurtgesimse optisch voneinander getrennt, waagerechte Fensterverdachungen und Dreiecksgiebelchen, Dachhaus über drei Achsen. | 09245819 |
|                                         | Mietshaus in geschlossener Bebauung | Dobenaustraße 5 (Karte)                 | 1880                                                                                        | Fassade noch mit spätklassizistischen Einflüssen, vor allem baugeschichtliche Bedeutung. Kolossales Erdgeschoss mit Putznutung und drei zweigeschossigen rundbogigen Öffnungen (Oberlichter) mit Kämpfer, darüber zwei durch kräftige Gurtgesimse und Ecklisenen gekennzeichnete Geschosse mit je drei gerade verdachten Fenstern, keine Dachaufbauten. | 09245830 |
| Weitere Bilder                          | Pfarrhaus der Lutherkirche (Einzeldenkmal der ID-Nr. 09245831) | Dobenaustraße 12 (Karte)                | 1906                                                                                        | Einzeldenkmal der Sachgesamtheit Lutherplatz mit Lutherkirche und Pfarrhaus; repräsentatives, architektonisch qualitätvoll gestaltetes Gebäude von großer baugeschichtlicher Bedeutung. Pfarrhaus der Lutherkirche, errichtet 1906/08 nach Entwürfen Alfred Müllers (Leipzig), kreuzförmiger Grundriss mit südlichem Vorbau, Putz- und Natursteinfassade, die Schauseite komplett mit Kalkstein-Bossenquaderung im Sinne der „festen Burg“, die dreistöckigen Fassaden jeweils durch große Dreiecksgiebel abgeschlossen, zentraler „Vierungs“-Aufbau mit Pyramidendach, verschiedene Balkone, Gurtgesims mit heute zugewachsener Inschrift „Eine feste Burg ist unser Gott“, im Inneren Säle mit Holzvertäfelungen sowie Eichenholzpaneel, aufwendige hölzerne Deckenkonstruktion, Treppenhaus noch vom Jugendstil beeinflusst, Lutherstandbild aus Carraramarmor. | 09245832 |
|                                         | Verwaltungsgebäude der Ortskrankenkasse in geschlossener Bebauung und in Ecklage (siehe auch Klösterlein 2) | Dobenaustraße 15 (Karte)                | 1904                                                                                        | Städtebaulich relevanter Baukomplex mit historisierenden Fassaden, baugeschichtliche und ortsgeschichtliche Bedeutung. Dreigeschossiger gelber Klinkerbau auf dunklem Natursteinsockel, durch Hanglage nach unten sich zu Vollgeschoss mit rundbogigen Öffnungen entwickelnd, mehrere durch helle Stuck-Dreiecksübergiebelung gekennzeichnete Eingänge, Risalite mit geschweiften Giebeln akzentuieren die Straßenecke (dazu einachsige, reicher verzierte Schrägstellung), ein weiterer Giebel die lange Fassade zur Seitenstraße, helle Putz- und Stuck-Zierelemente (vor allem Fensterrahmungen und -bekrönungen). | 09245833 |
|                                         | Mietshaus in ehemals geschlossener Bebauung | Dobenaustraße 17 (Karte)                | Um 1890                                                                                     | Schlichte historisierende Fassade, Zeugnis der Stadterweiterung von baugeschichtlicher Relevanz. Dreigeschossige rote Klinkerfassade, fünf Achsen, waagerechte Fensterverdachungen, das zentrale Fenster des ersten Obergeschosses mit Dreiecksgiebelverdachung, kräftige Gurtgesimse trennen die Geschosse optisch, über profiliertem Traufgesims dreiachsiges Dachhaus. | 09245835 |
|                                         | Ehemalige Textilfabrik (Handstickerei und Spitzenfabrik W. Surmann, Filiale Plauen) | Friedensstraße 71 (Karte)               | 1911                                                                                        | Bildprägender Fabrikbau des Reformstils von hoher architektonischer Qualität, baugeschichtliche und ortsgeschichtliche Bedeutung. Viergeschossiger Stahlskelettbau auf Sockel, in Ecklage, mit kassettenverzierter Putzfassade, Kolossalpilaster (kapitellartig wirkende Lambrequins) trennen die 5-1(= Halbrunde Hausecke)-2 Achsen, im ersten und zweiten Obergeschossals leicht gebogene Bay Windows ausgeführt (Oberlichter mit Sprossenteilung), über kräftigem Traufgesims steiles Mansarddach mit vierachsigem, bogig abgeschlossenem Dachhaus und zwei weiteren Dachausbauten an den Kanten des viergeschossigen Gebäudes, dessen oberstes Geschoss mit rhythmisierenden Triplefenstern fehlt im ansonsten gleich gestalteten, vierachsigen Anbau in der Seitenstraße. Originale Haustür und Fenster. Das Geschäftshaus der Firma Richard Schindler (Bauunternehmer, Chrieschwitzer Dampfziegelei Schindler & Co.) von 1911 als Filiale der Stickerei Surmann, Klingenthal (Inhaber Friedrich Hugo und Ernst Surmann). | 09245928 |
|                                         | Mietshaus in geschlossener Bebauung | Friedensstraße 73 (Karte)               | 1912                                                                                        | Architektonisch ausgewogenes Gebäude des Reformstils, bildprägend, von baugeschichtlichem Wert. Viergeschossiger und siebenachsiger Putzbau, der Sockel und großteils das Hochparterre bossengequadert, darüber mittig ansetzend der leicht bogige, die Fassade straff zusammenfassende dreiachsige Mittelrisalit (Erker), der durch zweiachsigen bogigen Giebel im Dachbereich (flankiert von je einer bogigen Gaupe) bekrönt wird, das kräftige Traufgesims folgt der Busung, die Fenster mit Sprossenteilung der Oberlichter, zum Teil flache Ornamentspiegel. | 09245929 |
|                                         | Mietshaus in geschlossener Bebauung | Friedensstraße 75 (Karte)               | 1909                                                                                        | Mit nachträglichem Ladeneinbau im Sockelgeschoss, repräsentatives, architektonisch qualitätvolles Gebäude in gutem Originalzustand, baugeschichtliche und städtebauliche Bedeutung. Viergeschossiger massiver Putzbau, mit seitlichem Eingang und mittigem, über dem Erdgeschoss ansetzenden dreigeschossigen Erker mit vierfach geteilten Fenstern, zeittypische Ornamentik in Putzfeldern, vor allem über den Fenstern, im Dachbereich Veränderungen, auch sonst erscheint die Fassade geglättet. | 09245930 |
|                                         | Mietshaus in geschlossener Bebauung | Friedensstraße 77 (Karte)               | 1909                                                                                        | Bildprägender Bestandteil einer vom Reformstil geprägten Häuserzeile von baugeschichtlichem Wert. Viergeschossiger Putzbau, zweigeschossige rustizierte Sockelzone mit seitlichem Eingang und großen Segmentbogenfenstern. Als dritte von sechs Achsen, asymmetrisch flankiert jeweils von Balkons (und im Dachbereich bekrönt durch zweiachsigen Schweifgiebel, flankiert jeweils von Gaupe mit Eselsrücken) darüber ansetzender dreigeschossiger Erker auf rechteckigem Grundriss, hier vielfach geteilte größere und liegende Fenster, durchgehend Sprossenteilung der Fensteroberlichter, Putzstuckornamentik, Fenster, Haustür und Balkongeländer original erhalten. | 09245931 |
|                                         | Mietshaus in geschlossener Bebauung | Friedensstraße 79 (Karte)               | 1910                                                                                        | Bestandteil einer bildprägenden, vom Reformstil geprägten Häuserzeile, von baugeschichtlichem Wert. Viergeschossiger massiver Putzbau mit zweigeschossiger rustizierter Sockelzone (originale Gitter), seitlicher Eingang, im ersten Obergeschoss ansetzender, halbrunder dreigeschossiger zentraler Erker (mittig darin sechsgeteilte größere Fenster), überfangen von zweiachsigem Dachhäuschen, zurückhaltende Putzornamentik. | 09245932 |
|                                         | Wohnhaus in offener Bebauung | Gustav-Adolf-Straße 7 (Karte)           | 1901                                                                                        | Historisierende Fassade (Neorenaissance), baugeschichtliche Relevanz. Dreigeschossiger roter Klinkerbau auf hohem Sockel, mit kräftig horizontal gliedernder Putzgestaltung (Gurt- und Traufgesimse, Fensterverdachungen), schwarze glasierte Ziegel als Gliederungselemente an den Ecken, Mansarddach mit zentralem dreiachsigen, bekröntem Dachhäuschen, Fenster mit Galgensprossung. | 09245918 |
|                                         | Wohnhaus in offener Bebauung | Gustav-Adolf-Straße 8 (Karte)           | 1926                                                                                        | Architektonisch qualitätvoll, mit Einflüssen des Expressionismus, besondere baugeschichtliche Bedeutung. Zweigeschossig, auf annähernd quadratischem Grundriss, überstehendes steiles Walmdach mit zentraler Dreiecksgaupe, die Fassade asymmetrisch in Wand-Öffnungs-Verhältnis und Material, letzteres changierend zwischen rotem Ziegel-Ziermauerwerk und (heute Kunst-)Schieferverkleidung, die Fenster mit weißen Holzrahmen mit Dreiecks-„Schlusssteinen“, seitlicher Eingang, ostentativ dreiecksbekrönt. | 09245923 |
|                                         | Wohnhaus in offener Bebauung | Gustav-Adolf-Straße 10 (Karte)          | 1926                                                                                        | Architektonisch qualitätvoll, mit Einflüssen des Expressionismus, besondere baugeschichtliche Bedeutung. Zweigeschossig, auf annähernd quadratischem Grundriss, überstehendes steiles Walmdach mit zentraler Dreiecksgaupe, die Fassade asymmetrisch in Wand-Öffnungs-Verhältnis und Material, letzteres changierend zwischen rotem Ziegel-Ziermauerwerk und (heute Kunst-)Schieferverkleidung, die Fenster mit weißen Holzrahmen mit Dreiecks-„Schlusssteinen“, seitlicher Eingang, ostentativ dreiecksbekrönt, farbige Glasfenster im Treppenhaus. | 09245924 |
|                                         | Mietshaus in geschlossener Bebauung | Gustav-Adolf-Straße 15 (Karte)          | 1895                                                                                        | Stadterweiterungsbau mit historisierender Fassade, baugeschichtliche Relevanz. Dreigeschossiger gelber Klinkerbau, fünf Achsen, Fassade gegliedert durch Betonfenstergewände, Gurtgesimse und Fensterbankgesimse sowie Fensterverdachungen mit Dreieckgiebelchen im ersten Obergeschoss und waagerechten Verdachungen im zweiten Obergeschoss, Hauseingang seitlich angeordnet und zurückgesetzt, zweiachsiger seitlicher Dacherker mit segmentbogenförmigem Abschluss und Pyramidenstumpf, 3 Gauben mit weit überstehenden Satteldächern. | 09247471 |
|                                         | Mietshaus in jetzt halboffener Bebauung | Gustav-Adolf-Straße 31 (Karte)          | Um 1900                                                                                     | Zeittypischer historisierender Zeilenbau von baugeschichtlicher Bedeutung. Dreigeschossiger vierachsiger gelber Klinkerbau, abgesetzt mit hellroten Klinkerbändern, waagerechte Fensterverdachungen, im flachen Mittelrisalit mit Dreiecksgiebeln, der Risalit bekrönt mit geschweiftem Frontgiebel, originale seitliche Haustür zurückgesetzt, kräftiges Gurtgesims trennt Erdgeschoss optisch ab, der Sockel Polygonmauerwerk. | 09245919 |
| Weitere Bilder                          | Katholische Pfarrkirche Herz Jesu mit Einfriedung und Stützmauern | Gustav-Adolf-Straße 33 (Karte)          | 1901–1905                                                                                   | Historisierender Klinkerbau mit Resten der originalen Ausstattung von ortsgeschichtlicher, baugeschichtlicher und städtebaulicher Bedeutung. Die katholische Kirche ist ein neuromanischer Klinkerbau mit Werkstein- und Sandsteingliederung, errichtet 1901/02 nach Entwürfen von Julius Zeißig, Leipzig. Straßenseitig (Nordosten) ortsbildprägender schlanker Frontturm, mit Rautendach, Fenstern und Bogenfriesen im Sinne der rheinischen Romanik, dreischiffiges fünfjochiges Langhaus, eingezogener Chor mit Apsis, Stützenwechsel, Zierkapitelle, verschiedene Gewölbeformen, eingeschossige Emporen an drei Seiten. Die ursprünglich reiche und ornamentale, stark farbige Ausmalung sowie die repräsentative Ausstattung mit Altar, Kreuzigungsgruppe und Kanzel wurde infolge der Änderung der Liturgie nach 1968 aufgegeben und modernen Auffassungen angepasst. In den 1980er Jahren versuchte man die ursprüngliche Formensprache in der Apsis durch die Ausführung einer Blendarkade an der Wand sowie durch die Wiederaufstellung der bis dato ausgelagerten Kreuzigungsgruppe wieder herzustellen. | 09245925 |
|                                         | Pfarrhaus | Gustav-Adolf-Straße 35 (Karte)          | 1908                                                                                        | Architektonisch qualitätvoller Bau mit originaler Innenausstattung, zwischen Späthistorismus und Reformstil, baugeschichtliche und städtebauliche Bedeutung. Orangeroter Klinker mit Rundbogenöffnungen, auf hohem rustizierten Sockel, oben dominiert helle Putzgestaltung, zweigeschossiger, ins Dachgeschoss hineinreichender Erker, vertikale Betonung auch durch dreiecksgegiebelten Risalit, gediegene Ornamentik, heterogene Dachlandschaft auf Mansardbasis. | 09245926 |
|                                         | Mietshaus in geschlossener Bebauung | Gustav-Adolf-Straße 39 (Karte)          | 1914                                                                                        | Gediegene, von Reformstil und Neobarock geprägte Fassade, baugeschichtliche Relevanz. Putzfassade dreigeschossig, Putzquaderung im Erdgeschoss, seitlicher Eingang mit Verdachung, zweite und dritte der fünf Achsen erkerartig und leicht konvex im ersten Obergeschoss ansetzend, hier aufwändiger Stuckdekor, die beiden Obergeschosse mit kolossaler Lisenen-/Pilastergliederung, dreiachsiges Dachhaus über vorspringendem Traufgesims. | 09245927 |
|                                         | Mietshaus in offener Bebauung mit Vorgarten und Einfriedung | Karlstraße 56 (Karte)                   | 1896                                                                                        | Historismusbau im Stil der Deutschen Renaissance, baugeschichtliche Bedeutung. Zweigeschossiger gelber Klinkerbau mit hohem roten hohes Sockelgeschoss, Eingang mit schmiedeeiserner Verdachung, Fassade akzentuiert durch starken Seitenrisalit mit Kuppelfenstern und dreieckbekröntem Treppengiebel vor Mansarddach mit stehenden Gaupen, die Geschosse trennt ein Gurtgesims, die Öffnungen sind im Erdgeschoss rundbogig, im Obergeschoss gerade stuckverdacht, großer zweigeschossiger Wintergarten. | 09245975 |
|                                         | Doppelmietshaus in halboffener Bebauung | Karlstraße 57, 59 (Karte)               | 1905                                                                                        | Architektonisch qualitätvoller Bau mit Palastformel, baugeschichtliche Bedeutung. Dreigeschossiges geputztes Doppelmietshaus, insgesamt durch tiefe Kubatur und Mansarddach als Einheit dargestellt, spiegelsymmetrisch wird die Mitte des Bauwerks durch gehobene Gestaltung betont. Zwei dreigeschossige polygonale Erker, überfangen durch zwei geschweifte Giebel mit aufwändiger Bekrönung, die Fassade ansonsten ruhig, nur über den im Erdgeschoss und ersten Obergeschossrundbogigen, im zweiten Obergeschoss geradsturzigen Fenstern Putz-Stuck-Bekrönung, weitere Zusammenfassung der Kubatur durch umlaufendes Gurtgesims über dem Erdgeschoss. | 09245973 |
|                                         | Mietshaus in offener Bebauung, mit Einfriedung | Karlstraße 58 (Karte)                   | 1907                                                                                        | Architektonisch qualitätvolles neobarockes Gebäude, von baugeschichtlicher Bedeutung. Kopfteil eines geschlossenen Straßenzuges ähnlicher Gestaltung und gleicher Entstehungszeit, viergeschossiger Putzbau mit heterogener Fassade, Erdgeschoss und erstes Obergeschoss optisch zusammengefasst und durch umlaufendes Gurtgesims abgetrennt, die Öffnungen mit Bogenfenstern auslaufend, Eckgestaltung darüber mit zweigeschossigem schräggestelltem Erker auf rechteckigem Grundriss, auf der anderen Fassadenseite viergeschossiger, leicht konvexer Risalit mit gekuppelten liegenden Fenstern, mit Balkon endend, darüber geschwungener Giebel, Eckbetonung durch mächtigen, turmartigen Dachaufbau mit französischer Haube, Mansarddach, geschweifte Jugendstilbalkongeländer, über Fenstern Jugendstilstuckverzierungen, heute Plauener Spitzen- und Stickereien-GmbH. | 09245974 |
|                                         | Mietvilla mit kleinem Hausgarten und Einfriedung entlang der äußeren Grundstücksgrenze | Karlstraße 61 (Karte)                   | 1900                                                                                        | Späthistoristische Gestaltung, baugeschichtliche Bedeutung. Zweigeschossiger Putzbau auf annähernd quadratischem Grundriss und französischem Dach, die beiden Geschosse durch Gurtgesims optisch getrennt, an allen Seiten leicht hervor tretende Risalite, alle mit geradem Sturz und vergleichsweise aufwändig bekrönt (floral mit Kartuschen im Erdgeschoss, mit Docken im Obergeschoss). | 09245972 |
|                                         | Mietshaus in halboffener Bebauung, mit Einfriedung und Vorgarten | Karlstraße 62 (Karte)                   | 1908                                                                                        | Als Doppelmietshaus konzipiertes Gebäude (siehe auch Ziegelstraße 37) in zeittypischer Gestaltung, baugeschichtliche Bedeutung. Drei Vollgeschosse auf hohem Sockelgeschoss, symmetrischer Aufriss des Doppelwohnhauses mit schräggestellten und türmchenbekrönten Eckrisaliten, deneben ebenfalls behelmte Dachaufbauten, weiter zwei gliedernde, balkonbekrönte, leicht konvexe Risalite, dazwischen Balkons mit geschweiften schmiedeeisernen Gittern, die Hochparterres mit großen korbbogigen (Thermen-) fenstern, in den anderen Geschossen hochrechteckige, in den gen. Risaliten mit vier gekuppelten Öffnungen, dezente Putzornamentik in Form von Kassetten und Feldern, die Einfriedung schmiedeeisern, mit zweiflügeligem hohen Tor. | 09245969 |
|                                         | Mietshaus in geschlossener Bebauung | Karlstraße 66 (Karte)                   | 1907                                                                                        | Bildprägend als Bestandteil einer Reformstil-Häuserzeile, baugeschichtliche Bedeutung. Bewusst asymmetrischer dreigeschossiger massiver Putzbau auf rustikalem porphyrfarbenen Sockel, hier seitlicher Eingang, die Rustika umfasst noch das zentrale (Thermen-) fenster des Hochparterre, links aus der vertikalen Mittelachse gerückt ein unter dem zweiten Obergeschoss ansetzender zweigeschossiger Erker mit Rechteckgrundriss, der im Dachbereich in vorgelagertes Dreivierteltürmchen mit Haube ausläuft, weiterer kleiner Erker im zweiten Obergeschoss, Dachgestaltung über Fußwalm mit Zierfachwerk, hier integrierter Wohnausbau. | 09245982 |
|                                         | Mietshaus in geschlossener Bebauung | Karlstraße 68 (Karte)                   | 1900                                                                                        | Repräsentativer, architektonisch qualitätvoller Bau in sehr gutem Originalzustand von städtebaulicher Bedeutung. Dreigeschossiger und sechsachsiger Bau in Klinker-Putz-Mischfassade, Erdgeschoss mit starker Putznutung, großer seitlicher Einfahrt, mittigem Eingang und breitem Thermenfenster, die zwei Obergeschosse mit rotem Klinker optisch davon abgetrennt durch Gurtgesims, die Rechtecksfenster im ersten Obergeschoss dreiecksbekrönt, im zweiten Obergeschoss mit gerader Verdachung, mächtiger zweigeschossiger zentraler geputzter Erker auf Rechtecksgrundriss formt die Fassade entscheidend, hier Ornament durch Pilaster mehrerer Ordnungen, abschließendem Thermenfenster hinter Balustrade, darüber Balkon, das Dachgeschoss voll ausgebaut durch spitzgiebelig bekröntes Dachhaus mit vier Achsen Rundbogenfenstern, flankiert von je einer weiteren rundbogigen Gaupe, horizontale Betonung durch Traufgesims zum Mansarddach sowie weiteres Traufgesims des Dachhauses. | 09245968 |
|                                         | Mietshaus in Ecklage und geschlossener Bebauung | Karlstraße 70 (Karte)                   | 1899                                                                                        | Historisierender Kopfbau einer Häuserzeile, baugeschichtlich relevant. Dreigeschossiger gelber Klinkerbau mit turmartigem behelmten Eckausbau als viertes Obergeschoss, davor zweigeschossiger flachgedeckter Erker auf rechteckigem Grundriss, der über dem Erdgeschoss ansetzt, ansonsten einfache Gestaltung mit Betonfenstergewänden und rundbogigem Türportal, Sockel vermutl. Sandsteinverkleidung, grün glasierte Ziegel als Bandmotive. | 09245967 |
|                                         | Verwaltungsgebäude der Ortskrankenkasse in geschlossener Bebauung und in Ecklage (siehe auch Dobenaustraße 15) | Klösterlein 2 (Karte)                   | 1903                                                                                        | Städtebaulich relevanter Baukomplex mit historisierenden Fassaden, baugeschichtliche und ortsgeschichtliche Bedeutung. Dreigeschossiger gelber Klinkerbau auf dunklem Natursteinsockel, durch Hanglage nach unten sich zu Vollgeschoss mit rundbogigen Öffnungen entwickelnd, mehrere durch helle Stuck-Dreiecksübergiebelung gekennzeichnete Eingänge, Risalite mit geschweiften Giebeln akzentuieren die Straßenecke (dazu einachsige, reicher verzierte Schrägstellung), ein weiterer Giebel die lange Fassade zur Seitenstraße, helle Putz- und Stuck-Zierelemente (vor allem Fensterrahmungen und -bekrönungen). | 09245834 |
| Weitere Bilder                          | Sachgesamtheit Lutherplatz mit Lutherkirche und Pfarrhaus | Lutherplatz (Karte)                     | Um 1550 (Neuer Friedhof angelegt); 1900–1901 (als Park in seiner heutigen Gestalt angelegt) | Sachgesamtheit Lutherplatz, ehemaliger Friedhof mit den Einzeldenkmalen: Lutherkirche, Pfarrhaus der Lutherkirche, Gedenkstein für die Völkerschlacht und Parkplastik „Klatschtanten“ (siehe Einzeldenkmale 09245832, 09245818, 09247739 und 09245831); ehemals als „Neuer Friedhof“ vor den Toren der Stadt angelegt, später durch die Gottesackerkirche und im 20. Jahrhundert durch ein Pfarrhaus ergänzt, von großer stadtgeschichtlicher Relevanz. Ehemaliger Friedhof, um 1550 jenseits der nördlichen Stadtmauerlinie zwischen Neundorfer Tor und Nonnenturm angelegt. In den Jahren 1596, 1679, 1790 und 1826 erweitert, aufgelassen 1866. Im 16. Jahrhundert im Friedhof Beinhaus angelegt, überbaut vermutlich mit einem kleinen Raum, einer Kapelle, 1861 als Leichenhalle eingerichtet und 1866 auf Abbruch verkauft. Am 10. November 1883 anlässlich des 400. Geburtstages von Martin Luther pflanzte jede Schulklasse der Stadt einen Baum und der Platz erhielt die Bezeichnung „Lutherplatz“. 1899 wurde der Friedhof säkularisiert und ab 1900/01 in der heutigen Gestaltung angelegt. Baumbestand (Erhebung 1984): Spitz-Ahorn, Berg-Ahorn, Silber-Ahorn, Hain- und Weißbuche, Gemeine Esche, Hänge-Esche, Purpur-Apfel, Trauben-Kirsche, Stiel-Eiche, Gemeine-Robinie, Winter-Linde, Sommer-Linde. Den Lutherplatz trennt ein breiter lindenbestandener Promenadenweg vom Unteren Graben. Neben Gleiskörper an der Rathausseite Beet mit Teppich-Zwergmispeln sowie an anderen Stellen weitere niedrige Sträucher. | 09245831 |
| Weitere Bilder                          | Plastik, Darstellung dreier Frauen im Gespräch (Einzeldenkmal der ID-Nr. 09245831) | Lutherplatz (Karte)                     | 1988                                                                                        | Einzeldenkmal der Sachgesamtheit Lutherplatz mit Lutherkirche und Pfarrhaus; leicht unterlebensgroße Figurengruppe von Volker Beier - von künstlerischer und bildprägender Bedeutung | 09303259 |
| Weitere Bilder                          | Gedenkstein für während der Völkerschlacht gefallene russische Soldaten (Einzeldenkmal der ID-Nr. 09245831) | Lutherplatz (Karte)                     | 1953                                                                                        | Einzeldenkmal der Sachgesamtheit Lutherplatz mit Lutherkirche und Pfarrhaus; geschichtliche Bedeutung. Theumaer Schiefer, einfacher Stein mit Inschrift: „HIER LIEGEN 250 RUSSISCHE SOLDATEN/GEFALLEN FÜR DIE BEFREIUNG DEUTSCHLANDS/IN DER VÖLKERSCHLACHT BEI LEIPZIG/1813“. Anlässlich des 140. Jahrestages der Kämpfe bei Leipzig wurde im November 1953 ein Gedenkstein aus Theumaer Schiefer auf Vorschlag des Vogtlandmuseums nahe dem Chor der Lutherkirche aufgestellt. Plauen war 1813 Lazarettort für russische Soldaten. Zu den Hospitälern gehörte die heutige Lutherkirche, damals Gottesackerkirche. Von den in Plauen in Lazaretten untergebrachten Soldaten starben 230, vorwiegend durch Lazarettfieber. Der Hauptbegräbnisort war der damalige Friedhof, der heutige Lutherplatz. Anlässlich des 200. Jahrestages 2013 wurde der Gedenkstein erneuert und trägt nun die Inschrift: „ZUM GEDENKEN/AN ÜBER 200 SOLDATEN/VERSCHIEDENER LÄNDER DIE/1813/IN DER ZEIT DER/VÖLKERSCHLACHT/IN PLAUENS LAZARETTEN/VERSTARBEN“ | 09247739 |
|                                         | Ehemalige Schule mit Erweiterungsbau | Melanchthonstraße 1 (Karte)             | Um 1905 (Schule), um 1920 (Erweiterungsbau)                                                 | Einflüsse von Neorenaissance, Neoklassizismus und Reformstil, bildprägendes Gebäude mit ortsgeschichtlicher und baugeschichtlicher Bedeutung. Dreigeschossige Bauten, der linke mit drei Achsen (ein Drittel der gesamten Straßenfassade) zur Straßenseite und neoklassizistisch-barocker Fassade (um 1920), daran anschließend (neun Achsen zur Straßenseite) Gebäude mit gelber Klinkerfassade (um 1905, Schule), der linke Bau mit Putzrustika und Rundbogenöffnungen im Erdgeschoss (Köpfe als Schlusssteine), darüber zwei durch Kolossalpilaster zusammengefasste Geschosse, Mansarddach mit Überstand und zweiseitig großen, mit Rundbögen abgeschlossenen Dachhäuschen, der angrenzende ältere Bau mit zwei Geschossen Rundbogenfenstern, darüber Gurtgesims und zweites Obergeschoss mit gerade verdachten Öffnungen, zentraler treppenartiger Dachgiebel mit drei Achsen Ausbau. | 09245963 |
| Weitere Bilder                          | Ehemaliges Hotel Plauener Hof | Melanchthonstraße 5, 7 (Karte)          | 1903–1904                                                                                   | Mit heterogenem und durch eklektischer Stilvielfalt gekennzeichnetem Aufriss, baugeschichtlich und ortsgeschichtlich von Bedeutung. Vermutlich in zwei Etappen erbaut, dreigeschossiger Putzbau mit teilweiser Erdgeschoss-Rustika (Grünstein und Theumaer Schiefer), Gliederung durch mehrere große Fachwerkgiebel zur Straßenseite, Vielfalt von Risaliten, Erkern und Fensteröffnungen, Porphyrfenster- und -türgewände. Interessant die neuromanische Gestaltung des linken Hausteils: Stufenportal mit Flechtwerk und Tiersymbolik, eingestellte Säulen, Rundbogenfenster mit Abfasung, auch neugotische Elemente wie Stabwerk, über einem Türportal Flachrelief mit Darstellung des Hl. Lukas. Ursprünglich Hotel und Restaurant Plauener Hof, später Frauenklinik. | 09245964 |
|                                         | Mietshaus, ursprünglich in geschlossener Bebauung | Melanchthonstraße 43 (Karte)            | 1901                                                                                        | Späthistoristisches Beispiel der Stadterweiterungsbebauung, baugeschichtliche Relevanz. Dreigeschossiger Putzbau auf hohem Sockel, Putznutung im Erdgeschoss, dort zentrale zweiflügelige Haustür mit Korbbogenabschluss und zwei große Thermenfenster, über der Haustür ansetzend polygonaler dreigeschossiger Erker, in Dachbereich hineinragend und in Rundbogenfenster und haube auslaufend, Fensteroberlichter mit Sprossenteilung, Jugendstil-Putzflächen und hellgelbe Klinkerfelder, Fensterbrüstungen verziert durch Betongussflachreliefs mit Blumenornamentik, im Dachbereich steiler Treppengiebel mit Laterne bekrönt. | 09245966 |
|                                         | Mietshaus in Ecklage in ehemals halboffener Bebauung | Myliusstraße 1 (Karte)                  | 1904                                                                                        | Mit Laden, Fassade in späthistoristischer Vielfalt, baugeschichtlich von Bedeutung. Viergeschossiger Putzbau, Sockel und Erdgeschoss mit rotem Klinker, dort zentral der rundbogige und ornamental überhöhte Eingang, Gliederung durch mehrere darüber ansetzende und durch Hauben und Giebel bis in den Dachbereich hineinragende Erker/Risalite, dort Fachwerkelemente, Schmuckfelder mit floraler Ornamentik. | 09245838 |
|                                         | Mietshaus in Ecklage in ehemals halboffener Bebauung | Myliusstraße 2 (Karte)                  | 1904                                                                                        | Architektonisch qualitätvoller Späthistorismus, bildprägend, baugeschichtlich von Bedeutung. Fünfgeschossig, das Erdgeschoss mit Ladenzone und Eckeingang baulich verändert, über einem breiten Putzgesims drei Geschosse mit edler Putzgliederung und jugendstiligen Ornamentfeldern- und applikationen, das fünfte Geschoss holzverkleidet und mit Zierfachwerk wie Attikazone wirkend, heterogenes Dach mit Überstand und je dominantem Fachwerkgiebel an beiden Hausseiten, die Ecklage betont durch über dem Erdgeschoss ansetzenden, viergeschossig bis in den Dachbereich ragenden runden Erker mit doppelter Haube. | 09245837 |
| Direkt Bild zu diesem Denkmal hochladen | Wohn- und Geschäftshaus in Ecklage | Myliusstraße 5 (Karte)                  | 1902                                                                                        | Wichtiger Bestandteil der historistisch gestalteten Stadterweiterungsbebauung, Zeugnis der urbanen, großstädtischen Bebauung der Stadt, von baugeschichtlichem Wert | 09307451 |
| Direkt Bild zu diesem Denkmal hochladen | Mietshaus in offener Bebauung | Myliusstraße 6 (Karte)                  | 1906                                                                                        | Architektonisch qualitätvolles Gebäude von baugeschichtlicher Bedeutung | 09307284 |
|                                         | Wohn- und Geschäftshaus in geschlossener Bebauung | Neundorfer Straße 2 (Karte)             | Um 1905                                                                                     | Späthistoristische Fassade mit Jugendstildekor, Laden- und Gewerbezone wom. bereits Stahlskelettkonstruktion, baugeschichtlich von Bedeutung. Basis als zweigeschossige Geschäftsetage (ehem. Zigarrenhandlung) mit großen, im ersten Obergeschoss abgerundeten Fensteröffnungen, reiche Jugendstilverzierungen, z. B. Darstellung eines Zigarrenrauchers, Ranken und Baumdarstellungen, darüber zwei Putzgeschosse mit im zweiten Obergeschoss ansetzendem, giebelig auslaufendem zentralen Erker, das steile Walmdach mit vier prägenden Gaupen in Jugendstilformen. | 09245898 |
|                                         | Mietshaus in geschlossener Bebauung | Neundorfer Straße 4 (Karte)             | 1891                                                                                        | Mit Laden, historisierende städtische Fassade (Neorenaissance), baugeschichtlich von Bedeutung. Viergeschossiger Putzbau mit durchgehender Ladenzone Erdgeschoss (verändert), darüber drei Geschosse mit regelmäßig angeordneten sieben Achsen, Fensterverdachungen mit Dreieck- und Segmentgiebeln und waagerechtem Gebälk, Traufgesims mit Knaggen bzw. Konsolsteinen, zentrales Dachhäuschen mit Rundbogenabschluss, flankiert von je einer stehenden Gaupe. | 09245899 |
| Weitere Bilder                          | Mietshaus in Ecklage in geschlossener Bebauung | Neundorfer Straße 6 (Karte)             | Um 1890                                                                                     | Mit Laden, architektonisch qualitätvoll gestalteter Neorenaissancebau, bildprägend und baugeschichtlich von Bedeutung. Viergeschossiger roter Klinkerbau mit Erdgeschoss (Ladenzone) in Putznutung und weiterer aufwändiger heller Putzgliederung (u. a. Eckquaderung, Diamantschnitt), besonders bei dem die Hausecke akzentuierenden, im ersten Obergeschossansetzenden und über viergeschosse bis in die Dachzone laufenden, durch geschossweise Triplefenster gekennzeichneten runden Erker (Laterne mit Spitzdach neu entstanden, womöglich freie Erfindung?), die 2×5 Achsen der drei Obergeschosse mit gerade verdachten Fenstern, in Anordnung und Bekrönung (Bögen und Dreiecke) Neorenaissance, zentraler Dachausbau mit je zwei Rundbogenachsen, steiles französisches Dach mit neuen stehenden Gaupen. | 09245900 |
| Weitere Bilder                          | Wohnhaus in geschlossener Bebauung | Neundorfer Straße 20 (Karte)            | Im Kern 18. Jahrhundert                                                                     | Relikt barocker Bebauung in historistisch-städtischer Stadterweiterungs-Überformung, baugeschichtliche und ortsgeschichtliche Bedeutung. Zweigeschossig traufständiger Putzbau, Erdgeschoss mit späteren Ladeneinbauten, Obergeschoss mit vier Achsen, Mansarddach mit stehenden Gaupen (segmentbogige Öffnungen). | 09306602 |
|                                         | Wohnhaus in geschlossener Bebauung | Neundorfer Straße 24 (Karte)            | 1775                                                                                        | Heute mit Laden, eines der wenigen erhaltenen Wohnhäuser aus dem 18. Jahrhundert, baugeschichtlich und ortsentwicklungsgeschichtlich von Bedeutung. Traufständiger zweigeschossiger Putzbau mit steilem Mansarddach, das Erdgeschoss mit seitlichem Eingang und nachträglich eingefügter Ladenzone, über breitem Putzgesims Obergeschoss sechsachsig, entsprechend sechs segmentbogige Gaupen in der Dachzone, am originalen Türstock bezeichnet mit „Solideo Gloria 1775“. | 09245902 |
|                                         | Mietshaus in geschlossener Bebauung | Neundorfer Straße 28 (Karte)            | 1914                                                                                        | Fassade eine Mischung historisierender und moderner Formen, baugeschichtlich von Bedeutung. Viergeschossiger und dreiachsiger Putzbau, Erdgeschoss Ladenzone (nicht original), erstes Obergeschoss und zweites Obergeschoss mit sechsfeldrigen Fenstern als polygonale, leicht hervortretende Erker ausgebildet, im dritten Obergeschossals Balkon etwas stärker hervortretend, dazwischen kräftige kannelierte Kolossalpilaster mit korinthisierenden Kapitellen, kräftiges Architravgesims, darüber drei (neue) Fledermausgaupen. | 09245903 |
| Weitere Bilder                          | Wohnhaus in halboffener Bebauung in Ecklage | Neundorfer Straße 40 (Karte)            | 1. Hälfte 19. Jahrhundert, womöglich älter                                                  | Relikt ländlicher Bebauung in durch gründerzeitliche Stadterweiterung geprägter Umgebung, baugeschichtliche und ortsgeschichtliche Bedeutung. Traufständiger zweigeschossiger Putzbau, vier zu drei Achsen, Erdgeschoss durch Ladeneinbauten verändert, schiefergedecktes Satteldach ohne Ausbauten. | 09306603 |
|                                         | Mietshaus in Ecklage in geschlossener Bebauung | Neundorfer Straße 68 (Karte)            | 1903                                                                                        | Mit Apotheke, elegantes Neorenaissancegebäude mit Jugendstilelementen, bildprägend und baugeschichtliche Bedeutung. Viergeschossiger Putzbau mit einachsiger abgeschrägter Ecke, Erdgeschoss mit Apotheke seit Erbauungszeit, Rundbogenöffnungen, in Kartusche Darstellung eines Schwans, durch Gurtgesimse optisch abgetrennt und zusammengefasst das erste und zweite Obergeschoss, im ersten Obergeschoss Balkon, die Fenster hochrechteckig, aber mit eleganten bogigen Einfassungen, Ornamentfelder, das dritte Obergeschoss durch ornamentiertes Traufgesims abgeschlossen und an einer Seite durch großen neobarocken Oculus unterbrochen, weitere Ochsenaugen und verzierte stehende Gaupen. | 09245917 |
|                                         | Ehemalige Amtshauptmannschaft, später Bankgebäude, heute Wohn- und Geschäftshaus | Postplatz 2 (Karte)                     | Vor 1860                                                                                    | Ortsgeschichtliche und baugeschichtliche Bedeutung. Traufständiger zweigeschossiger Putzbau von 8:3 Achsen, die fünfte Achse verbreitert mit Triplefenstern als dreigeschossiger Risalit mit Haube und Eckquaderung, einfache Fensterverdachungen und Lisenengliederung mit Kämpfern, hohes Walmdach mit zahlreichen Ausbauten in Form von Gaupen, seitlich Dachhaus (Frontgiebel). | 09303747 |
|                                         | Ehemaliges Kaiserliches Postamt | Postplatz 3, 4 (Reichsstraße 1) (Karte) | 1876                                                                                        | Repräsentativer Bau im Stil der Neorenaissance, baugeschichtliche und ortsgeschichtliche Bedeutung, errichtet 1875–77 durch Postbaurat Carl Zopff. Dreigeschossiger, insgesamt elfachsiger Bau über Eck, mit Erdgeschoss in Putznutung und gelben Klinker-Obergeschossen, Haupteingang mit drei großen Rundbogenöffnungen, die mittlere säulenflankiert, der über drei Achsen gerundeten Ecke, über kräftigem Gurtgesims Pilastergliederung und zwischen den beiden Geschossen Schmuckfelder (Girlandenfries), die langen Hausfassaden durch Seitenrisalite und darüber liegenden neueren Dachaufbauten akzentuiert, die Fenster mit gerader Verdachung, im zweiten Obergeschoss der Ecke mit Dreiecksbekrönung, breites Traufgesims, über der Ecke neuer Aufbau. Bauteil in Bahnhofstraße dreigeschossig, Bauteil in Reichsstraße (1906/07) stilistisch angeglichen, viergeschossig, zweibogige Durchfahrt, dort zwei Halbsäulen mit Kapitellen, Gebäudekomplex von baugeschichtlicher und ortsgeschichtlicher Bedeutung | 09245761 |
|                                         | Ehemaliges Kaiserliches Postamt | Reichsstraße 1 (Postplatz 3, 4) (Karte) | 1876                                                                                        | Siehe unter Postplatz 3, 4 | 09245761 |
|                                         | Ehemalige Reichspostdirektion, heute Bürogebäude | Reichsstraße 3 (Karte)                  | 1908                                                                                        | Repräsentativer Bau im Stil der Neorenaissance, baugeschichtliche und ortsgeschichtliche Bedeutung (siehe auch Reichsstraße 1). Dreigeschossiger Bau über Eck mit Erdgeschoss in Putznutung und gelben Klinker-Obergeschossen, Haupteingang mit drei großen Rundbogenöffnungen, die mittlere säulenflankiert, der über drei Achsen abgerundeten Ecke, über kräftigem Gurtgesims Pilastergliederung und zwischen den beiden Geschossen Schmuckfelder, die langen Hausfassaden durch Seitenrisalite und darüber liegenden Dachaufbauten akzentuiert, die Fenster mit gerader Verdachung, im zweiten Obergeschoss der Ecke mit Dreiecksbekrönung, breites Traufgesims, über der Ecke neuer Aufbau Bauteil in Bahnhofstraße dreigeschossig, Bauteil in Reichsstraße viergeschossig, zweibogige Durchfahrt, dort zwei Halbsäulen mit Kapitellen. | 09247427 |
| Direkt Bild zu diesem Denkmal hochladen | Kassettendecke im Intendanzgebäude des Plauener Theaters | Theaterplatz 1 (Karte)                  | 2. Hälfte 19. Jahrhundert                                                                   | Repräsentative Felderdecke von hohem künstlerischem und kunstgeschichtlichem Wert. Felderdecke, gegliedert durch überstuckierte Holzbalken, Stuckfriese (Eierstab, Palmettenband, Profile) im Holzton (Eiche) gefasst, teilweise vergoldet, Unterseite schablonenornamentiert, Felder mit Begleitstrichen und Eckornamenten gefasst, Raum 17 m × 6 m. | 09247419 |
| Weitere Bilder                          | Vogtlandtheater | Theaterplatz 3 (Karte)                  | 1898, mehrfach erweitert                                                                    | Architektonisch anspruchsvoller (neo-)klassizistischer Theaterbau mit künstlerisch bedeutsamer, von Neorenaissance geprägter Innenausstattung, baugeschichtlich und ortsgeschichtlich von großer Relevanz. Stadttheater, architektonisch anspruchsvoller (neo-)klassizistischer Theaterbau mit künstlerisch bedeutsamer, von Neorenaissance geprägter Innenausstattung, baugeschichtlich und ortsgeschichtlich von großer Relevanz, 1898 errichtet nach Plänen von Arwed Roßbach (auch Stadttheater Leipzig), nachdem das Theater 18 Jahre lang provisorisch in einem Fabrikgebäude untergebracht war. Hauptfront mit rustiziertem Vollgeschoss mit Rundbögen, darüber Attikazone mit gekuppelten Rechteckfenstern, zentraler Portikus mit Freitreppe und korinthischen Säulen, als Tempelfront hinterfangen von Pilastern, Tympanon und Gebälk in Zahnschnittdekoration, das Seitengebälk des Tempels auf dem Kubus aufliegend, ein weiterer Kubus wird durch das Kulissenhaus gebildet (Erweiterungen 1925). Nach Zerstörungen im Zweiten Weltkrieg außen in vereinfachter Form wieder hergestellt. Saal mit zwei Rängen, flachem Deckengewölbe, Stichkappen und Gurtbögen, reicher plastischer, zum Teil vergoldeter Schmuck | 09245766 |
| Weitere Bilder                          | Ehemaliges Königlich-Sächsisches Steueramt, heute Musikschule | Theaterplatz 4 (Karte)                  | 1899                                                                                        | Bildprägender und zum Kulturbau-Ensemble gehörender Historismusbau von ortsgeschichtlicher und baugeschichtlicher Bedeutung, errichtet 1899 durch das Königliche Landbauamt. Architekt: Gläser. Dreigeschossiger Putzbau mit zwei starken übergiebelten Seitenrisaliten und Dachausbau, die Schauseite mit fünf Achsen sowie den jeweils zwei Achsen der Risalite, auf Natursteinsockel das Erdgeschoss mit zentralem rundbogigen Eingang, die geradsturzigen Fenster mit Schlusssteinen, die Seitenrisalite im Erdgeschoss mit starker Eckrustika, darüber starke Putzlisenen über Eck zum verkröpften, im Bereich der Schweifgiebel unterbrochenen Traufgesims, alle Fenster der beiden Obergeschosse mit Schlusssteinen, die obere Fensterreihe segmentbogig, in den Giebeln der Seitenrisalite Kuppelfenster, tiefer Baukörper mit identischen Aufrissen seitlich und hinten. Heute Musikschule, gegründet 1952, 1969 umbenannt in Musikschule Clara Wieck, 1990 Zusammenschluss von Musikschule und Musikunterrichtskabinett, seit 1992 am jetzigen Standort als Vogtlandkonservatorium „Clara Wieck“. | 09245765 |
|                                         | Mietshaus in geschlossener Bebauung | Theaterstraße 20 (Karte)                | 1887                                                                                        | Mit historisierender, für die Stadterweiterung typischer Fassade, moderner Wiederaufbau des oberen Bereichs, baugeschichtliche Relevanz. Dreigeschossig, sechs Achsen, Erdgeschoss mit rundbogigem seitlichen Eingang mit historistischem zweiflügeligen Türblatt, kräftige Putznutung, darüber rotes Klinkermauerwerk, gerade und Dreieckverdachung der Fenster des ersten Obergeschosses noch vorhanden, in der Mitte des zweiten Obergeschossesbeginnt moderner Aufbau. | 09247466 |
|                                         | Mietshaus in geschlossener Bebauung | Thomas-Mann-Straße 12 (Karte)           | 1898                                                                                        | Mit für die Stadterweiterung typischer historisierender Fassade, baugeschichtliche Relevanz. Dreigeschossige und vierachsige rote Klinkerfassade, Seitenrisalit mit größeren Thermenfenstern viergeschossig und übergiebelt, seitlicher Eingang mit originaler Haustür, im Erdgeschoss Segmentbogenöffnungen, zeittypisches Fassadendekor mit waagerechter und dreiecksgiebeliger Fensterverdachung, die Achse über der Haustür anscheinend verändert. | 09245921 |
|                                         | Mietshaus in Ecklage in geschlossener Bebauung | Thomas-Mann-Straße 14 (Karte)           | 1897                                                                                        | Zeittypischer historisierender Klinkerbau der Stadterweiterung von baugeschichtlicher Bedeutung. Ursprünglich vermutlich mit Gaststätte, dreigeschossiger roter Klinkerbau, mit dunkelfarbigen Klinkern ornamental abgesetzt, an der Hausecke dreigeschossiger und flachgedeckter Erker ab erstem Obergeschoss, kräftig ausgebildetes Gurtgesims über Erdgeschoss, gusssteinerne, zum Teil ornamentale Fenstereinfassungen, der zentrale Erker wird flankiert von je einem geschweiften und bekrönten Giebel. | 09301834 |
|                                         | Villa mit Einfriedung | Weststraße 37 (Karte)                   | 1896                                                                                        | Qualitätvoller Historismusbau von baugeschichtlicher Bedeutung. Eingeschossiger gelber Klinkerbau auf rotem Sockel, Walmdach, zwei Seiten mit flachen Risaliten (Straßenseite Mittelrisalit, Gartenseite(neben hölzernem verziertem Wintergarten) Seitenrisalit), die in Dachausbauten mit steilen und formreichen Freigiebeln münden, Wandgestaltung durch Klinkerbögen als Fensterbekrönung sowie Eckquaderung, neben den dominanten Freigiebeln stehende Gaupen. | 09245976 |
|                                         | Villa mit Resten der Einfriedung | Weststraße 39 (Karte)                   | 1895                                                                                        | Qualitätvoller Historismusbau von baugeschichtlicher Bedeutung. Veranda nachträglich, zweigeschossiger Klinkerbau, teilweise eingeschossig, Risalite, volutenartige Frontgiebel, Gauben mit Pyramidenhelm, orangeroter Klinker in Obergeschoss, Sockel mit Gesims mit roter Klinkerverblendung, originale Fenster, waagerechte Fensterverdachung, Fenstergewände vermutl. Sandstein, Fassade teilw. mit Sandsteinverkleidung, schmiedeeiserne Geländer und Pforte, Einfriedung mit Polygonmauerwerk. | 09245977 |
|                                         | Mietshaus in geschlossener Bebauung konzipiert | Weststraße 49 (Karte)                   | 1905                                                                                        | Vom Jugendstil beeinflusst, baugeschichtlich von Bedeutung. Dreigeschossiger Bau mit unregelmäßigem Grund- und Aufriss, die linken beiden Achsen von rechteckigem Erker im ersten und zweiten Obergeschosssowie geschweiftem Giebel darüber bestimmt, rechts daneben Baublock mit 3 Geschossen aufwändig verzierter Triplefenster, darüber Holztürmchen mit kannelierten Säulchen und Welscher Haube, eine Achse zurückspringender Eingangsabschnitt mit Rundbogenfenstern des Treppenhauses, die Fassade aus weißglasierten Ziegeln und differenziert geformten Gusssteinpassagen, letztere vorwiegend als Fensterrahmungen, florale Dekorationselemente sowie Vorhangbögen, auch Eierstab (Treppenhausfenster), Haustürbereich als Sitznischenportal gestaltet. | 09245989 |
|                                         | Mietshaus in jetzt halboffener Bebauung | Weststraße 53 (Karte)                   | 1903                                                                                        | Architektonisch qualitätvolles und reich gestaltetes Gebäude mit mittelalterlichen Formanleihen, baugeschichtlich von Bedeutung. Viergeschossig, davon drei Geschosse weiß glasierte Ziegel, darüber Geschoss und dominantes Dachhaus über Mittelrisalit mit phantasievoller Fachwerkverkleidung, der stark hervortretende Mittelrisalit in drei Geschossen mit Kuppel- und Triplefenstern, im Erdgeschoss als Thermenfenster, erstes Obergeschosskleiner Balkon, die seitliche Haustür mit neoromanischem Gewände (der Kopf als Schlussstein dagegen eher Jugendstileinfluss), pittoresker hölzerner Runderker (Kemenate) mit Pyramidenhelm außerhalb der Längsmittelachse quasi im zweiten Obergeschoss vor die Fassade gehängt, im Fachwerkbereich weiterer Holzerker (flach gedeckt), ebenfalls reich verziert. | 09245990 |
|                                         | Mietshaus in Eckbebauung | Weststraße 55 (Karte)                   | Bezeichnet mit 1906                                                                         | Architektonisch qualitätvolles und reich gestaltetes Gebäude von baugeschichtlicher Bedeutung. Viergeschossig plus ausgebautes Dachgeschoss, davon dreigeschosse weiß glasierte Ziegel, darüber Fachwerkgestaltung in Phantasieformen, dominanter, in der Mitte des Erdgeschosses ansetzender, fast runder Polygonalerker markiert bis in Dachhöhe die Ecke, Erdgeschoss Thermenfenster auf beiden Seiten, die zwei Geschosse darüber jeweils mit Vorhandbögen, die zwei Dachgeschosse in Holzgestaltung mit Krüppelwalmgiebeln versehen, rundbogiges Sitznischenportal bezeichnet mit 1906, Schlussstein mit Darstellung der Büste eines Bärtigen. | 09245991 |
|                                         | Villa | Weststraße 57 (Karte)                   | 1890                                                                                        | Reich gegliederte Villa des Historismus, mit Einflüssen des Schweizerstils, von baugeschichtlicher und ortsgeschichtlicher Bedeutung. Ein- und zweigeschossiger ockerfarbiger Putzbau mit Anklängen an den Schweizerstil (Dachüberstand, Schwebegiebel mit ornamentiertem Leergespärre, kräftiger Eckturm mit überstehendem Dach auf Kragkonsolen, darauf steiles Pyramidendach, Fensterverdachungen als Dreieckgiebel und waagerecht, kräftige Gurtgesimse, Eckquaderungen, Fensterläden mit Lamellen, originale Fenster und Türen) | 09245992 |
| Direkt Bild zu diesem Denkmal hochladen | Produktionsgebäude der Sägerei und Holzhausfirma Enno Zimmermann sowie Lokomobile mit Beschickungsanlage (Firma Heinrich Lanz AG Mannheim) und Wasserhochbehälter (Firma Hans Reisert & Co. Köln-Braunsfeld), Steg zur Beschickung der Anlage sowie Schornstein | Weststraße 57 (Karte)                   | 1925                                                                                        | Industrie-Klinkerbau mit Zierelementen und prägnantem Thermenfenster, bau- und industriegeschichtliche Bedeutung, die Lokomobile eine der wenigen noch erhaltenen ortsfesten Exemplare Lokomobile in Sachsen, große technikgeschichtliche Bedeutung. Zweigeschossiger Klinkerbau mit dominantem Thermenfenster und Flachdach. Auf dem Firmengelände des ehemaligen Dampf-Säge- und Hobel-Werkes sowie der Holzhandlung Enno Zimmermann befindet sich im Maschinenhaus ein Lokomobile mit den zugehörigen Nebenanlagen. Es handelt sich hierbei um eine ortsfeste Einzylindermaschine mit zwei Schwungrädern (Heißdampf-Hochdruck-Lokomobile Nummer 41437 Firma Heinrich Lanz Mannheim). 12 At, 38,744 m² Heizfläche auf Wasserseite und 35,236 m² auf der Feuerseite. An der Beschickungsanlage findet sich die Firmeninschrift „LANZ“ (Treppenrost-Vorfeuerung Marke EH Nummer 41437 Firma Heinrich Lanz Mannheim, 1925). Der vermutliche Wasserhochbehälter stammt von der Firma Hans Reisert & Co. Köln-Braunsfeld. Über eine heute noch vorhandene Brücke konnte man von außen direkt zur Beschickungsanlage gelangen. Der Rauchabzug des Lokomobiles ist nicht mehr vorhanden. Lokomobile wurden häufig in der Sägewerks- und Holzindustrie genutzt, weil Abfallholz hierdurch zur Energiegewinnung genutzt werden konnte. Mittels Transmissionen wurden häufig Generatoren zur Energiegewinnung betrieben. Das neue Dampf-Lokomobil der Firma Enno Zimmermann ersetzte eine ältere Maschine der Firma Lanz. Die neue Maschine wurde im vermutlich aufgestockten alten Maschinenhaus untergebracht. Die Transmissionen waren mit Wellen im Keller des Maschinenhauses verbunden, die möglicherweise zum Antrieb von Maschinen dienten. Ausreichende Mengen von Holzabfällen standen zur Verfügung. Aus den Bauakten geht nicht hervor, welche Maschinen durch das Dampf-Lokomobil angetrieben wurden oder welchem Zweck sie dienen sollte. | 09302325 |
|                                         | Wohnhaus in offener Bebauung mit Einfriedung und Gartenlaube | Weststraße 57a (Karte)                  | 1926                                                                                        | Firma Enno Zimmermann, Holzhaus mit Ziegelfachwerk und Schrotholzverkleidung (oder Verkleidung aus gerundeten Schwartenbrettern), originale Innenausstattung, baugeschichtlich bedeutend. 1926 auf dem Firmengrundstück des Baugeschäftes Enno Zimmermann G.m.b.H. erbautes Einfamilienhaus für Enno Zimmermann. Das Grundstück befand sich damals im Besitz der Erben von Gustav Zimmermann (dem Vater Enno Zimmermanns). Das eingeschossige Holzhaus ist das erste Holzhaus einer ganzen Reihe von Holzhäusern, die Enno Zimmermann entwarf und in seiner Firma fertigte. Das Grundgerüst des Hauses bildet eine Fachwerkkonstruktion, welche nach außen mit waagerechten Schwarten verkleidet wurde, dann folgen eine Dachpappenlage, eine Luftschicht und Tekton-Dielen. Innen sind die Wände mit Holz verkleidet. Im Obergeschoss erfolgte ursprünglich statt einer Luftschicht eine Wanddämmung durch auf der Schmalseite stehende Ziegel. Das im Vergleich zu seinen später gebauten Einfamilienhäusern relativ kleine Haus wird geprägt durch diverse Standerker, Vorbauten, eine vorkragendes Obergeschoss sowie Balkone. Die Details, wie z. B. Holzeinfassungen der Fenster, Blumenkästen usw. wurden äußerst sorgfältig gearbeitet. Beeindruckend ist die Innenausstattung mit Parkettböden, Wandvertäfelungen, Holzdecken und Wandschränken (z. B. im ehemaligen Schlafzimmer mit Art-déco-Verzierungen), welche ebenfalls durch die eigene Firma Enno Zimmermanns hergestellt wurden. Neben Einflüssen durch Art déco und Heimatstil, dürften die zum Erbauungszeitpunkt modernen Holzhäuser der Firma Christoph & Unmack aus Nisky oder die Holzhäuser aus Dresden-Hellerau wichtige Anregungen für den Holzhausbau der Firma Enno Zimmermann aus Plauen gegeben haben. Die Holzhäuser Enno Zimmermanns sind moderne Bauten auf dem damals aktuellem Stand der Bautechnik in handwerklich solider Ausführung und architektonisch anspruchsvoller Gestaltung. Ihr Denkmalwert ergibt sich daraus folgend aus der baugeschichtlichen und baukünstlerischen Bedeutung. | 09245993 |
|                                         | Villa mit Villengarten | Weststraße 61 (Karte)                   | 1888                                                                                        | Zeittypischer Klinkerbau mit historistischem Dekor, u. a. baugeschichtliche Bedeutung. Eingeschossig, auf hohem Zyklopen-Sockel aus Grünstein und mit Granit-Eckquaderung, rote Klinkerfassade, Sandsteingliederung der Fassade, sehr schöne zweiflügelige Haustür mit Oberlicht, Fenster mit kannelierten Halbsäulen, Gliederung durch Risalite, Sohlbänke auf halbrunden Kragsteinen, Fensterverdachung durch Dreieckgiebel, Sockel Grünstein mit Eckquaderung aus Granit, Villengarten verwildert, jedoch Gestaltung noch erkennbar. | 09245962 |
|                                         | Doppelmietshaus mit Vorgarten und Einfriedung | Ziegelstraße 33, 35 (Karte)             | 1909                                                                                        | Architektonisch qualitätvolles Gebäude mit Einflüssen des Reformstils, von baugeschichtlicher Bedeutung. Drei- bis viergeschossiger gelber Putzbau, Sockelzone und Hochparterre optisch durch Putznutung, Gurtgesims und in Bögen endende Öffnungen zusammengefasst, die Obergeschosse durch zweigeschossige flach konvexe Erker mit Kuppelfenstern definiert, über den mittigen Balkons, kräftiges Traufgesims folgt den Ausbuchtungen, zahlreiche Ausbauten des französisch anmutenden Dachs in Form von geschwungenen Giebeln und stehenden Gaupen. | 09245978 |
|                                         | Doppelmietshaus in halboffener Bebauung und Ecklage mit Vorgarten und Einfriedung | Ziegelstraße 37 (Karte)                 | 1908                                                                                        | Als Doppelmietshaus konzipiertes, bildprägendes Wohnhaus (siehe Karlstraße 64) von baugeschichtlicher Bedeutung. Vier- bis fünfgeschossiger gelber Putzbau mit einachsigem, schräggestellten Mittelrisalit als Eckbetonung, Sockelzone und Hochparterre durch Gurtgesims zusammengefasst und mit bogigen Fenstern, im Bereich der seitlichen Risalite als Thermenfenster, diese erkerartig über dem Gurtgesims leicht vorspringend und segmentbogig konvex geformt, hier in den Obergeschossen Kuppelfenster, die Dachgestaltung um die Mittelachse durch mehrere geschweifte Giebel gekennzeichnet. | 09245970 |
| Direkt Bild zu diesem Denkmal hochladen | Hochgarage, Pförtnerhaus, Bürogebäude und ehemalige Tankstelle mit Flugdach und Kassenhäuschen eines Garagenkomplexes, dazu translozierte historische Tanksäule aus Straßberg                                                                                   | Ziegelstraße 50 (Karte)                 | 1927–1937                                                                                   | Zum Teil Einflüsse der zeitgenössischen Neuen Sachlichkeit, baugeschichtlich und technikgeschichtlich von Bedeutung. Dreigeschossiger kubischer Putzbau mit einachsiger Eckschräge und noch einigen fast wandbündigen, kleinteiligen Sprossenfenstern, dahinter der große Kubus der Hochgarage mit liegenden Öffnungen, das Pförtnerhaus rechts der Eingangszone zehn Jahre später und bereits mit leicht geneigtem Dach, von der ehemaligen Tankstelle rechts daneben ist noch das einstützige Flugdach erhalten. | 09306219 |
|                                         | Mietshaus in geschlossener Bebauung | Ziegelstraße 52 (Karte)                 | 1913                                                                                        | Einflüsse des Reformstils, von bauhistorischer Bedeutung. Dreigeschossig plus Sockelzone, gelber Putzbau mit weißen Putz- und Stuckelementen ornamental abgesetzt, Eingang als mit flachem Dreieck bekrönter Portikus seitlich, Sockelzone und Hochparterre bis zur Kämpferzone optisch zusammengefasst, rund- und segmentbogige Öffnungen, zentral über dem Erdgeschoss ansetzender zweigeschossiger Erker auf Rechtecksgrundriss, überfangen von schieferverkleidetem runden Türmchen mit Welscher Haube, im Bereich der Obergeschosse Rechtecksfenster, die Symmetrie wird aufgehoben durch hohen seitlichen Dreiecksgiebel mit Ausbauten im Dachbereich. | 09247452 |
|                                         | Mietshaus in geschlossener Bebauung | Ziegelstraße 54 (Karte)                 | 1911                                                                                        | Einflüsse des u. a. die Asymmetrie bevorzugenden Reformstils, baugeschichtliche Bedeutung. Dreigeschossiger beiger Putzbau, hohes Sockelgeschoss mit Bossenquaderung aus Grünstein, hier seitlicher Eingang mit originalem Türblatt, schwerer Seitenerker, über dem Hochparterre mit rechtwinkligem Grundriss ansetzend, darüber polygonal und verschiefert weiterlaufend und über dem kräftigen Traufgesims vor dominantem Dachhaus mit kleiner welscher Haube endend, die Fenster der Mittelachse des Hauses liegend, zum Teil Schlagläden vorhanden, rotes Ziegeldach mit Ausbau. | 09245980 |
|                                         | Mietshaus in geschlossener Bebauung | Ziegelstraße 56 (Karte)                 | 1908                                                                                        | Bestandteil einer vom Reformstil geprägten Häuserzeile von baugeschichtlicher Bedeutung. Dreigeschossiger Putzbau mit leicht rustizierter Sockelzone, hier seitlich der mit Lambrequins dekorierte, überfangene Eingang, zentraler polygonaler Erkler über zwei Geschosse, aus der Längsmittelachse gerücktes großes Dachhaus mit pyramidal anmutendem Dach, die Putzfassade ist vereinfacht, die Öffnungen zum Teil nicht in originaler Form. | 09245981 |

## Ehemaliges Denkmal
| Bild | Bezeichnung                       | Lage                          | Datierung | Beschreibung                              | ID |
| ---- | --------------------------------- | ----------------------------- | --------- | ----------------------------------------- | -- |
|      | Mietshaus in halboffener Bebauung | Thomas-Mann-Straße 10 (Karte) | Um 1900   | Nach 2009 von der Denkmalliste gestrichen |    |

## Tabellenlegende
- Bild: Bild des Kulturdenkmals, ggf. zusätzlich mit einem Link zu weiteren Fotos des Kulturdenkmals im Medienarchiv Wikimedia Commons. Wenn man auf das Kamerasymbol klickt, können Fotos zu Kulturdenkmalen aus dieser Liste hochgeladen werden:
- Bezeichnung: Denkmalgeschützte Objekte und ggf. Bauwerksname des Kulturdenkmals
- Lage: Straßenname und Hausnummer oder Flurstücknummer des Kulturdenkmals. Die Grundsortierung der Liste erfolgt nach dieser Adresse. Der Link (Karte) führt zu verschiedenen Kartendiensten mit der Position des Kulturdenkmals. Fehlt dieser Link, wurden die Koordinaten noch nicht eingetragen. Sind diese bekannt, können sie über ein Tool mit einer Kartenansicht einfach nachgetragen werden. In dieser Kartenansicht sind Kulturdenkmale ohne Koordinaten mit einem roten bzw. orangen Marker dargestellt und können durch Verschieben auf die richtige Position in der Karte mit Koordinaten versehen werden. Kulturdenkmale ohne Bild sind an einem blauen bzw. roten Marker erkennbar.
- Datierung: Baubeginn, Fertigstellung, Datum der Erstnennung oder grobe zeitliche Einordnung entsprechend des Eintrags in der sächsischen Denkmaldatenbank
- Beschreibung: Kurzcharakteristik des Kulturdenkmals entsprechend des Eintrags in der sächsischen Denkmaldatenbank, ggf. ergänzt durch die dort nur selten veröffentlichten Erfassungstexte oder zusätzliche Informationen
- ID: Vom Landesamt für Denkmalpflege Sachsen vergebene, das Kulturdenkmal eindeutig identifizierende Objekt-Nummer. Der Link führt zum PDF-Denkmaldokument des Landesamtes für Denkmalpflege Sachsen. Bei ehemaligen Kulturdenkmalen können die Objektnummern unbekannt sein und deshalb fehlen bzw. die Links von aus der Datenbank entfernten Objektnummern ins Leere führen. Ein ggf. vorhandenes Icon  führt zu den Angaben des Kulturdenkmals bei Wikidata.